# Богдашевский, Юрий Гаврилович
Ю́рий Гаври́лович Богдаше́вский (16 мая 1904, Витебск, Российская империя — 12 декабря 1956, Ленинград, СССР) — советский военачальник, генерал-майор артиллерии (02.11.1944).

## Биография
Родился 16 мая 1904 года в городе Витебск, ныне Белоруссия. Сын полковника русской императорской армии Гавриила Фомича Богдашевского, происходившего из дворян Волынской губернии. Его мать Евгения Петровна, урожденная Горленко, происходила из украинского казацко-старшинского и дворянского рода. Русский.
В Первую мировую войну осенью 1914 года Богдашевский как сын артиллериста-офицера был определен в Сибирский кадетский корпус в город Омск. В связи с уходом отца на фронт и переездом семьи в Москву он был переведен в Суворовский Варшавский кадетский корпус (Сокольники, Матросская Тишина, казармы лейб-гвардии саперного батальона), где проучился до начала 1918 года. В сентябре 1921 года вступил в 3-й Витебский полк ЧОН и прослужил в нем до мая 1922 года, после чего уволен как несовершеннолетний. Затем работал делопроизводителем в Витебском уездном продовольственном комитете.

## Военная служба
3 ноября 1926 года призван в РККА и зачислен в 32-й отдельный артиллерийский дивизион. В его составе прослужил 3 года, был курсантом, помощником командира и врид командира взвода. В октябре 1929 года откомандирован на учебу в Севастопольскую школу зенитной артиллерии. В апреле 1931 года окончил школу и получил назначение в 85-й артиллерийский полк 1-й дивизии ПВО МВО, где исполнял должности командира взвода и помощника командира батареи. В октябре 1932 года переводится в 191-й артиллерийский полк, в котором последовательно занимал должности командира батареи, врид помощника начальника и начальника полковой школы, командира дивизиона.
С декабря 1936 года по октябрь 1937 года находился в правительственной командировке в Испании. Постановлением ЦИК СССР за боевые отличия 22 июня 1937 года был награжден орденом Красного Знамени. После возвращения в СССР в ноябре 1937 года капитан Богдашевский назначается командиром 85-го артиллерийского полка МВО. В ноябре того же года он был уволен в запас по ст. 43 п. «а». Будучи в запасе, с июня 1939 года состоял на службе в Московском территориальном отделе военизированной охраны Народного комиссариата связи СССР, был заместителем начальника и начальником штаба. В июле 1940 года приказом НКО он вновь был определен в кадры РККА и назначен преподавателем тактика КУКС зенитной артиллерии Красной Армии Одесского военного округа. Член ВКП(б) с 1940 года.

### Великая Отечественная война
В начале войны майор Богдашевский 24 июня 1941 года был назначен начальником 1-го отдела штаба Одесской зоны ПВО. В июле — августе в должности заместителя начальника штаба Южной зоны ПВО участвовал в организации противовоздушной обороны под Одессой и Днепропетровском. В сентябре направлен начальником ПВО вновь сформированной 6-й армии на Южном фронте. В конце сентября армия была передана Юго-Западному фронту и участвовала в Донбасской оборонительной операции, в январе 1942 года — в Барвенково-Лозовской наступательной операции. С апреля подполковник Богдашевский назначается начальником штаба Управления ПВО — начальником отдела ПВО Юго-Западного фронта. С 17 июля 1942 года он — начальник отдела ПВО управления начальника артиллерии Сталинградского, а с 28 сентября — Донского фронтов. В этой должности участвовал в Сталинградской битве. Затем он занимал эту же должность на Центральном, Белорусском, 1-м Белорусском фронтах. Участвовал в Курской битве, Орловской наступательной операции, в освобождении Левобережной Украины, Гомельско-Речицкой наступательной операции.
27 января 1944 года полковник Богдашевский назначается командиром 31-й зенитной артиллерийской дивизии РГК. В этой должности участвовал в Люблин-Брестской наступательной операции, в ходе которой части дивизии осуществляли прикрытие войск 8-й гвардейской армии 1-го Белорусского фронта. В последующем дивизия участвовала в форсировании реки Висла и захвате мангушевского плацдарма южнее Варшавы (август 1944 г.), в Варшавско-Познанской, Восточно-Померанской и Берлинской наступательных операциях. За успешное выполнение заданий командования ей было присвоено почетное наименование «Варшавская» и она была награждена орденами Красного Знамени и Богдана Хмельницкого 2-й степени.
За время войны комдив Богдашевский был семь раз персонально упомянут в благодарственных в приказах Верховного Главнокомандующего.

### Послевоенное время
После войны генерал-майор артиллерии Богдашевский продолжал командовать этой дивизией. С апреля 1946 года в течение на преподавательской работе в Артиллерийской академии им. Ф. Э. Дзержинского, исполняя должности заместителя начальника (г. Москва), а с января 1953 года — начальника кафедры тактики зенитной артиллерии (г. Ленинград).
В апреле 1956 года генерал-майор артиллерии Богдашевский уволен в отставку.
Умер 12 декабря 1956 года, похоронен на Богословском кладбище в Ленинграде.

## Награды
- орден Ленина (20.04.1953)[8]
- три ордена Красного Знамени (22.06.1937[5], 15.10.1944[9], 06.11.1947[8])
- орден Суворова II степени (29.05.1945)[10]
- орден Кутузова II степени (06.04.1945)[11]
- орден Отечественной войны I степени (11.08.1943)[12]
- орден Отечественной войны II степени (29.01.1943)[13]
- орден Красной Звезды (03.11.1944)[8]

медали в том числе:
- - «За оборону Одессы»
  - «За оборону Сталинграда» (1943)
  - «За победу над Германией в Великой Отечественной войне 1941—1945 гг.» (1945)[14]
  - «За взятие Берлина»
  - «За освобождение Варшавы»

Приказы (благодарности) Верховного Главнокомандующего в которых отмечен Ю. Г. Богдашевский.
- За овладение городом Быдгощ (Бромберг) — важным узлом железных и шоссейных дорог и мощным опорным пунктом обороны немцев у нижнего течения Вислы. 23 января 1945 года. № 245.
- За пересечение границы Германии западнее и северо-западнее Познани, вторжение в пределы немецкой Померании и овладение городами Шенланке, Лукатц-Крейц, Вольденберг и Дризен — важными узлами коммуникаций и мощными опорными пунктами обороны немцев. 29 января 1945 года. № 265.
- За овладение городами Дейч-Кроне и Меркиш-Фридлянд — важными узлами коммуникаций и сильными опорными пунктами обороны немцев в Померании. 11 февраля 1945 года. № 274.
- За овладение штурмом городом Шнайдемюль — важным узлом коммуникаций и мощным опорным пунктом обороны немцев в восточной части Померании. 14 февраля 1945 года. № 279.
- За прорыв сильно укрепленной обороны немцев восточнее города Штаргард, продвижение вперед за четыре дня наступательных боев до 100 километров, выход на побережье Балтийского моря в районе города Кольберг и овладение городами Бервальде, Темпельбург, Фалькенбург, Драмбург, Вангерин, Лабес, Фрайенвальде, Шифельбайн, Регенвальде и Керлин — важными узлами коммуникаций и сильными опорными пунктами обороны немцев в Померании. 4 марта 1945 года. № 288.
- За овладение штурмом городами Голлнов, Штепенитц и Массов — важными опорными пунктами обороны немцев на подступах к Штеттину. 7 марта 1945 года. № 295.
- За овладение городом Альтдамм и ликвидацию сильно укрепленного плацдарма немцев на правом берегу реки Одер восточнее Штеттина. 20 марта 1945 года. № 304